# Karl Foltz (Politiker)
Karl Foltz (* 16. Februar 1823 in Wien; † 18. April 1886 in Linz) war kaiserlicher Rat und Abgeordneter zum Österreichischen Abgeordnetenhaus.

## Leben
Karl Foltz war Sohn des Sattlers Kasimir Foltz († 1858). Er besuchte das Polytechnikum in Wien und ab 1843 studierte er Kameralchemie (praktische Chemie) an der Universität Wien. Ab 1850 war er Besitzer eines Gutes (vulgo Edtmayrhof) in Kleinmünchen (heute ein Stadtteil von Linz), das er bis 1862 bewirtschaftete. Von 1864 bis 1886 war er Sekretär der oberösterreichischen Landwirtschaftsgesellschaft und Redakteur der „Landwirthschaftlichen Zeitschrift von und für Oberösterreich“.
Von 1859 bis 1886 war er Mitglied des Zentralausschusses der Oberösterreichischen Landwirtschaftsgesellschaft. 1865 war er Mitgründer und von 1871 bis 1883 Obmann des Vereins für Verschönerung der Stadt Linz und ihrer Umgebung.
Von 1864 bis 1875 war er Gemeinderat von Linz. Er war Ritter des Franz-Joseph-Ordens und Besitzer des Goldenen Verdienstkreuzes mit der Krone.
Er starb am 18. April 1886 im Alter von 63 Jahren an einer Tuberkulose.
Er war evangelisch H.B. und ab 1850 verheiratet mit Wilhelmine Wendt, mit der er mindestens 4 Söhne hatte, wobei ein Sohn jung im Jahr 1879 verstorben ist.

## Politische Funktionen
Karl Foltz war vom 7. Oktober 1879 bis zum 23. April 1885 Abgeordneter des Abgeordnetenhauses im Reichsrat (VI. Legislaturperiode) und war dort für die Kurie Oberösterreich, Städte 1 (Linz, Urfahr, Ottensheim, Gallneukirchen) zuständig.

## Klubmitgliedschaften
Karl Foltz war ab 1879 Mitglied im Klub der Liberalen und ab dem 19. November 1881 bei den Vereinigten Linken.